# Затворени град
Затворен град је назив за насеља у Совјетском Савезу и неким њеним државама-наследницама са ограничењима у погледу боравка или путовања у њих или из њих. У данашњој Русији, таква места су званично позната под именом „затворене административно-територијалне формације“ (рус. закрытые административно-территориальные образования, ЗАТО). Градови су били „затварани“ јер су се у њима налазиле тајне индустријске и војне установе.

## Објашњење
Затворени градови нису били представљени на мапама, осим на оним најповерљивијим. Није било никаквих путоказа или слични ознака затворених градова, а ови градови су изостављени из железничких редова вожње. Аутобуске линије до затворених градова су приказиване као поласци до оближњих мањих градова и села, са станицама најближим затвореним градовима означене као „47 km“ или слично. За потребе поште, затворен град је обично називан коришћењем имена најближег великог града и неког броја, нпр. Арзамас-16 (Саров), Чељабинск-65 (Озјорск) и слично. Затворени град може бити прилично далеко од свог града-имењака. Људи који нису живели у затвореним градовима су заустављани на сигурносним пункотвима и проверавана су им документа, а за посету граду је била потребна изричита дозвола. Да би се неко преселио у затворени град, морао је да добије одобрење од КГБ.
Затворени градови су некада били окруженим сигурносним периметром са бодљикавом жицом, кулама и наоружаним стражарима, налик на логоре. Ово није ограничавало слободу становника затворених градова, који су лако могли да пролазе кроз периметар на сигурносним пунктовима. Пошто је постојање оваквих градова била тајна, од житеља се очекивало да не откривају становницима своје место становања. Овај недостатак слободе је често био компензован бољим условима становања и већем избором робе у трговинама него на другим местима у земљи. Такође, у Совјетском Савезу особе које су радиле са поверљивим подацима су поред плата примале и бонусе.

### „Сандуче“
„Сандуче“ је незванично име за тајне совјетске објекте налик на затворене градове, али мање, обично величине фабрике. Право име „сандуче“ је обично било поверљиво, као и његове активности. Долазна пошта је упућивана на „поштанско сандуче # XXXXX“, одакле и име сандуче. Већина совјетских бироа за пројектоавање оружја, авиона, војне електронике и истраживање свемира су били таква „сандучад“.

## Историја
Затворене градови су формирани од краја 1940-их под еуфемистичким именом „поштанско сандуче“, позивајући се на праксу слања поште путем поштанског кода као и код других градова. Затворени градови су спадали у две категорије. Прва категорија је обухватала релативно мала насеља са осетљивим војним, индустријским или научним установама, као што су фабрике оружја и нуклеарни истраживачки центри. Такви примери су данашњи градови Озјорск (Чељабинск-65) са погоном за производњу плутонијума и Сиљамае са погоном за обогаћивање уранијума. Чак ни совјетским грађанима није био дозвољен приступ без одговарајуће дозволе. Поред тога, неки већи градови су затворени за неовлашћени приступ странаца, док су совјетски грађани имали слободан приступ. Примери оваквих градова су: Перм, центар совјетске тенковске индустрије, и Владивосток, база совјетске Пацифичке флоте.
Друга категорија су били погранични градови (и неке целе пограничне области, као што су Калињинградска област и Сааремаа и Хијумаа) који су били затворени због безбедносних разлога. Затворене пограничне области су постојале и другде у совјетском блоку, нпр. значајна област дуж унутрашње немачке границе и граница између Западне Немачке и Чехословачке су биле стављена под слична ограничења. Од становника се тражило да поседују посебне дозволе за улазак у те области.
Локације прве категорије затворених градова су изабране због њихових географских карактеристика. Често су затворени градови основани у удаљеним крајевима дубоко у Уралу и Сибиру, изван домашаја непријатељских бомбардера. Грађени су близу река и језера који су коришћени да се обезбеде велике количине воде потребне за тешку индустрију и нуклеарна истраживања. Постојећа цивилна насеља у близини су често коришћена као извор грађевинске радне снаге. Неки затворени градови су настајали од гулага као Нориљск. Иако је потреба за затварање градова настала као стриктно привремена мера која је требало да буде нормализована под повољнијим условима, у пракси су затворени градови су водили независтан живот од остатка државе и постали значајна институционална карактеристика совјетског система.
Политика затварања градова је претрпела велике промене у крајем 1980-их и почетком 1990-их. Неки градови, попут Перма, су отворени и пре распада Совјетског Савеза, а други, попут Калињинградa и Владивостока, су остали затворени све до 1992. Усвајање новог устава Руске Федерације 1993. је подразумевало значајне реформе статуса затворених градова, који су преименовани у „затворене административно-територијалне формације“. У административном смислу, сви такви субјекти имају статус урбаних округа, који су под управом Федерације.

## Списак затворених градова

### Русија
Тренутно постоји 42 позната затворена града у Русији са укупном популацијом од око 1,5 милиона људи. Око 75% градова управља Министарство одбране Руске Федерације, а остатком управља руска Федерална агенција за атомску енергију, раније Министарство за атомску енергију (Минатом). Верује су да постоји још око 15 таквих градова, али њихова имена и локације руска влада није јавно објавила.
Међу бивши затвореним градовима су: Перм, Владивосток, Горки и Тобољск.
Број затворених градова у Русији је дефинисан уредбом владе. На списку се налазе следећи градови:
- Амурска област: Угљегорск
- Архангелска област: Мирни
- Астраханска област: Знаменск
- Башкортостан: Межгорје
- Чељабинска област: Озјорск, Снежинск и Трјохгорни
- Камчатски крај: Виључинск
- Краснојарски крај: Зеленогорск, Нориљск, Жељезногорск и Диксон.
- Лењинградска област: Соснови Бор
- Московска област: Краснознаменск, Звездани Град и Власиха
- Мурманска област: Александровск, Островној, Североморск и Заозјорск
- Нижегородска област: Саров
- Пензенска област: Заречни
- Приморски крај: Бољшој Камењ и Фокино
- Саратовска област: Шихани
- Свердловска област: Лесној и Новоураљск
- Тверска област: Озјорни, Солњечни
- Томска област: Северск
- Владимирска област: Радужни

Неки од њих су отворени за стране инвестиције, али странци могу ући само са дозволом. Пример је Иницијатива нуклеарних градова, заједнички подухват америчке Националне администрације за нуклеарну безбедност и Минатома, што уљкучује делове градова Сарова, Снежинска и Жељезногорска.
Број затворених градова је значајно смањен од средине 1990-их. Међутим, 30. октобра 2001, приступ странцима (осим за грађане Белорусије) је ограничен у северним градовима Нориљску, Талнаху, Кајеркану, Дудинки и Игарки. Руски и белоруски грађани који посећују ове градове не морају да имају дозволе за путовање.

### Украјина
Украјина је имала једанаест затворених градова: међу њима су се налазила кримска лука Севастопољ и индустријски град Дњепропетровск, иако су оба били ограничени за странце, а не и за локално становништво. Путна ограничења су укинута средином 1990-их.

### Естонија
Постојала су два затворена града у Естонији: Сиљамае и Палдиски. Као и код свих осталих индустријских градова, становништво у њима су били претежно Руси. У Сиљамаи се налазила хемијска фабрика која је производила горивне шипке и нуклеарни материјал за совјетске нуклеарне електране и фабрике оружја. Силамаје је био затворен све до независности Естоније 1991. У Палдиском је био центар за обуку посада совјетских нуклеарних подморница и град је био затворен до 1994. када је последњи руски ратни брод напустио луку.

### Казахстан
Три затворена града под руском управом постоје у Казахстану. То су Бајконур (раније Лењинск), град изграђен за потребе космодрома Бајконур, Курчатов код Самипалатинског полигона и Приозјорск за потребе Сари-шаганског полигона за тестирање против-балистистичких ракета.